# Sperchon plumifer
Sperchon plumifer är en kvalsterart. Sperchon plumifer ingår i släktet Sperchon och familjen Sperchonidae.

## Underarter
Arten delas in i följande underarter:
- S. p. plumifer
- S. p. acadiensis